# Historia de los judíos de Salónica

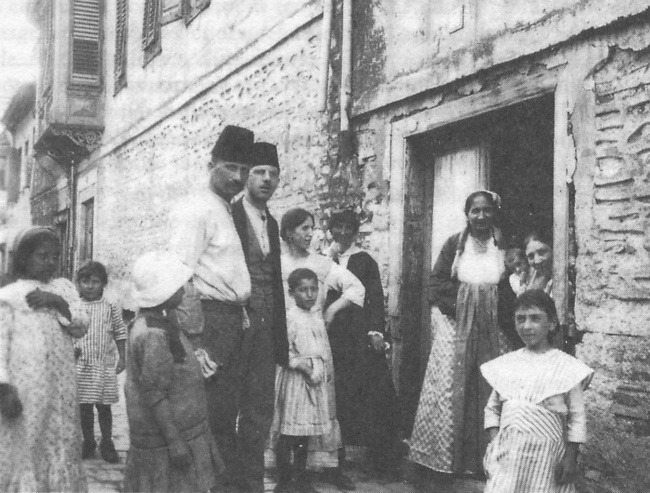
Familia judía de Tesalónica en 1917.

Evolución de la población de Tesalónica en relación con sus tres principales comunidades: judía, turca y griega (1500–1950).

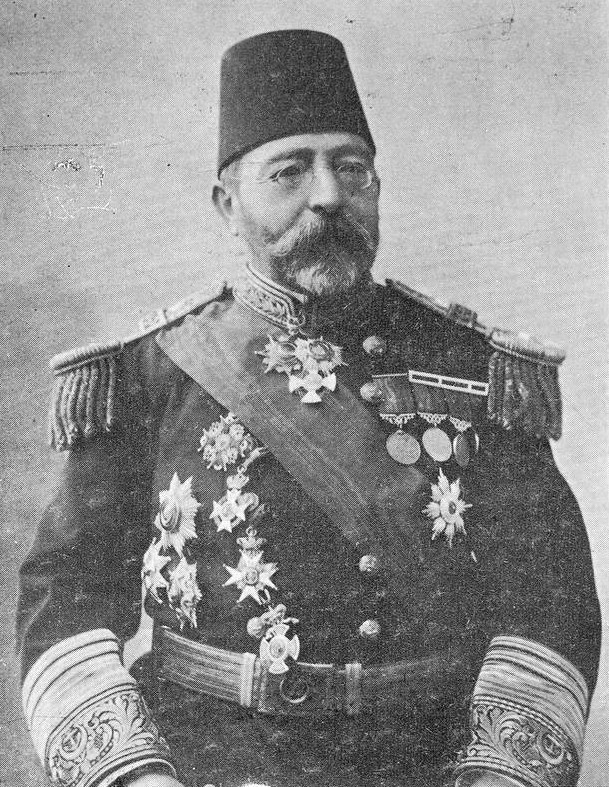
Isaac-Pacha Molho, médico del sultán del imperio Otomano

La historia de los judíos de Tesalónica involucra diversas olas migratorias y conflictos políticos y bélicos. La ciudad griega de Tesalónica, o Salónica, albergó un gran número de judíos sefardíes desde su llegada a finales del siglo XV tras ser expulsados del Reino unificado de Castilla y Aragón en 1492 mediante el Edicto de Granada, hasta la Segunda Guerra Mundial cuando su población disminuyó considerablemente. Esto la convirtió en la única urbe de gran tamaño que fue predominantemente judía durante varios siglos. Fue una ciudad cosmopolita de mayoría judía e hispanoparlante en la que los judíos estaban presentes en todos los estratos sociales en casi cualquier función.
Los judíos están indisolublemente unidos a la historia de Tesalónica, y la influencia de la comunidad hebrea de esta ciudad, tanto en el orden cultural como en el económico, se dejó sentir en todo el mundo sefardí. Llegaron a la ciudad, procedentes de España, en 1492 por causa del decreto de expulsión de los judíos. Durante el siglo XVI y bajo dominio otomano, la población judía de Tesalónica vivió una edad de oro, seguida de un relativo declive hasta mediados del XIX, época en la cual emprendió una importante modernización, tanto económica como cultural. La historia de los judíos de Tesalónica tomó un rumbo trágico en el siglo XX, tras la aplicación de la solución final por el régimen nazi, que se tradujo en la eliminación física de la inmensa mayoría de los miembros de la comunidad.

## Historia

### Antigüedad romana, imperio Bizantino y conquista otomana
Se sabe que hubo comunidades judías en Tesalónica desde la antigüedad clásica, como lo atestigua la Primera epístola a los tesalonicenses, escrita por Pablo de Tarso en el siglo I y dirigida a los judíos helenizados de la ciudad. En 1170, Benjamín de Tudela menciona la existencia de una comunidad de 500 personas. En los siglos posteriores arribaron judíos italiotas y asquenazíes que huían de persecuciones en sus países de origen, incorporándose a la población local romaniota; aún con esto seguían siendo un grupo minoritario. Se asentaron principalmente en el barrio de Nuestra Señora de los caldereros y desde el hipódromo en dirección al mar, sin embargo, a la llegada de los sefardís hubo una reorganización territorial y también pasaron a ocupar las planicies de la ciudad.
Al iniciarse la dominación otomana de la ciudad en 1430, los judíos todavía poco numerosos. Los otomanos tenían la costumbre de trasladar poblaciones al interior de su imperio a medida que avanzaban sus conquistas militares, mediante el llamado sürgün o traslado forzoso de poblaciones. En el reinado de Mehmed II, quien tomó Constantinopla en 1453, se moviliza a la población judía de Salónica a Constantinopla, junto con judíos procedentes de los Balcanes y Anatolia. A causa de estas medidas, que involucraban a la mayor parte de los judíos del imperio, Tesalónica fue vaciada de su población judía para poblar la nueva capital, como queda demostrado por un censo otomano de 1478 en el que no aparece ni un solo habitante hebreo en la ciudad pero posteriormente se sabe que en Estambul hubo una congregación judía tesalonicense entre los siglos XVI y XVII. Esta política de traslado de poblaciones continuaría durante el siglo XVI tras la llegada de los sefardíes: se sabe, por ejemplo, que en 1523 ciento cincuenta de las familias judías más ricas de Tesalónica fueron obligadas a trasladarse a Rodas.

### Expulsión de Castilla y Aragón y asentamiento en la Tesalónica otomana

Las rutas de la Diáspora judía convergían en Tesalónica.

A fines del siglo XV y principios del XVI tuvo lugar en Europa una ola de antisemitismo que llevó a la expulsión de muchos judíos de los países en los que habitaban. Esta fue la causa de la reconstitución, transformación y abarrotamiento de la comunidad de Tesalónica. La expulsión del reino unificado por la Corona de Castilla y la Corona de Aragón comenzó con el Edicto de Granada que promulgaron los Reyes Católicos el 31 de marzo de 1492 tras la Conquista de Granada, en el que expulsaban a toda la población judía de sus territorios. Judíos quienes se habían asentado ahí desde la Antigüedad o desde la Edad Media y habían gozado tanto de tolerancia como de relaciones intercomunitarias ya fuera bajo el dominio musulmán o cristiano. Los judíos de Castilla y Aragón estaban involucrados en sectores muy diversos de la sociedad: las letras, las ciencias, el comercio, las finanzas, la agricultura, el artesanado e incluso las altas esferas del estado. Muchos tenían la esperanza de regresar y llevaron consigo las llaves de sus casas.
Así, Tesalónica fue convirtiéndose progresivamente en un centro de acogida para numerosos judíos procedentes de Castilla y Aragón (España), que llegaron allí directamente, o tras pasar por Portugal o el sur de Italia, zonas que más tarde se sumarían también a los decretos de expulsión. Se sabe que al menos 10 000 personas salieron de Aragón y al menos 50.000 abandonaron Castilla. El Imperio otomano, de acuerdo con lo establecido en la legislación musulmana sobre las «gentes del libro» (en árabe ahl al-kitâb o zimmi), que acordaba una especical consideración a cristianos y judíos en su condición de dhimmi, aceptó e incluso alentó la instalación de judíos afectados por los decretos de expulsión ya que los no musulmanes gozaban de cierta libertad religiosa que contrastaba con Occidente. Incluso es posible que Beyazid II llevara a cabo una política de repoblación de Tesalónica que luchó por recuperarse de la conquista de 1430 dirigiendo la afluencia de refugiados judíos allí porque consideraba que sus conocimientos y competencias podían ser de utilidad para el Estado, además de que sus creencias eran más cercanas al islam que el cristianismo y no existía riesgo de que fueran leales a un gobierno extranjero.
Los primeros sefardíes empezaron a llegar en 1492, procedentes de Mallorca. Se trataba de «arrepentidos», que habían regresado al judaísmo tras haberse convertido al catolicismo. En 1493 se les unieron judíos de Castilla y de Sicilia, y, en los años siguientes, de otros lugares, como Aragón, Valencia, Calabria, Venecia, Apulia, Provenza y Nápoles. La partida de los judíos sicilianos provocó incluso protestas entre los cristianos, porque la expulsión vació a la isla de gran parte del artesanado de primera necesidad. Posteriormente, entre 1540 y 1560, buscaron refugio en Tesalónica judíos portugueses, que huían de la persecución desencadenada en dicho país contra los llamados «marranos» (criptojudíos). También llegaron algunos asquenazíes de Austria, Transilvania, y Hungría, a veces trasladados a la fuerza en los sürgün tras ser conquistados por Solimán el Magnífico posterior a 1526. Así, los registros de Tesalónica indican la presencia de «judíos de Buda» tras la conquista de esta ciudad por los turcos en 1541. Entre los judíos que llegaban a Tesalónica, el sentimiento de exilio y nostalgia era muy fuerte.
El arribo de los judíos trastornó la demografía de la región por completo. En el censo de 1478 la ciudad solo contaba con 2254 familias, entre musulmanas y cristianas, y tres sinagogas: una romaniota, una italiota y una askenazí; en 1519 ya había 4073 casas, de las que el 56% eran familias judías; para 1613 había 7557 casas y los judíos representaban el 68% y después de llegar en 1492, se construyeron en menos de 8 años 7 nuevas sinagogas: la Cataluña; la Guerouch-Sefarad (Expulsión de España) que agrupaba a judíos de Castilla, Mallorca, Cataluña y Aragón; una siciliana; una calabresa llamada Ismael; y tres portuguesas: Lisboa, Ébora y Portugal. Las relaciones entre judíos y cristianos se tensaron, ya que estos últimos se habían convertido en una minoría; para 1880 los cristianos ortodoxos no superaba los 15 000 habitantes de un total de 90.000, es decir, poco más del 16%.
Tras su llegada, los cristianos se quejaban de la supuesta influencia de los judíos con la Sublime Puerta, la administración otomana; se quejaban de que los judíos supuestamente pagaban menos impuestos que los cristianos; se quejaban de la competencia de los comerciantes judíos; se quejaban de la burla que sufrirían por parte de sus vecinos judíos. Este resentimiento, sin embargo, a veces podría conducir a acciones violentas y saqueos, a menudo después de una epidemia. Llegaron a ser tan numerosos que ocupaban casi por completo la venta ambulante, la mercería así como la carga y transporte de mercancías entre otras actividades. Consideraban que todos los trabajos eran igual de respetables ya que «en el trabajo no hay deshonra», dicho griego adoptado por los judíos de Tesalónica.
Desde el siglo XVI, Tesalónica se convirtió en la ciudad hebrea más importante del Mediterráneo, hasta el punto de ser llamada la Jerusalén de los Balcanes.

### Consolidación de la organización política y religiosa
A diferencia de lo que ocurrió en otros lugares del Imperio Otomano donde se produjeron tensiones entre los sefardíes recién llegados y los judíos romaniotas que ya habitaban en la región, en Tesalónica debido a los traslados forzosos de población, apenas quedaban judíos, por lo que no se dieron problemas de este tipo. Lo que sí sucedió es que los distintos grupos que llegaron a Tesalónica se diferenciaban entre sí por la lengua, los usos y costumbres, los ritos (minhaggim), la liturgia, la interpretación del derecho, e incluso por las fórmulas rituales que los escriban usaban durante el matrimonio, por lo que terminaron fundando congregaciones (kehalim) distintas. Cada grupo era celoso de sus prácticas internas y crítico con las ajenas.
Las comunidades se organizaban en torno a la sinagoga, prácticamente «repúblicas autónomas» en palabras de Gilles Verinstein, y su nombre aludía a menudo al origen de los inmigrantes, sin embargo, las comunidades no estuvieron exentas de cismas, lo que explica, por ejemplo, la existencia de una sinagoga Katallan Yashan (antigua Cataluña), fundada en 1492, y la aparición posterior de una Katallan Hadash (nueva Cataluña) a finales del siglo XVI. La elección de un rabino, entre otros motivos, podía ser causal de una escisión dentro de una misma congregación.
| Nombre de la sinagoga | Fecha de construcción | Nombre de la sinagoga | Fecha de construcción | Nombre de la sinagoga | Fecha de construcción |
| --------------------- | --------------------- | --------------------- | --------------------- | --------------------- | --------------------- |
| Ets Hajaim            | Siglo I a. C.         | Apulia                | 1502                  | Yahia                 | 1560                  |
| Ashkenaz o Varnak     | 1376                  | Lisbon Yashan         | 1510                  | Sicilia Hadash        | 1562                  |
| Mayorka               | 1391                  | Talmud Torá Hagadol   | 1520                  | Beit Aron             | 1575                  |
| Provincia             | 1394                  | Portugal              | 1525                  | Italia Hadash         | 1582                  |
| Italia Yashan         | 1423                  | Evora                 | 1535                  | Mayorka Sheni         | Fines del siglo XVI   |
| Guerush Sfarad        | 1492                  | Estrug                | 1535                  | Katallan Hadash       | Fines del siglo XVI   |
| Kastilla              | 1492-3                | Lisbon Hadash         | 1536                  | Italia Sheni          | 1606                  |
| Aragón                | 1492-3                | Otranto               | 1537                  | Shalom                | 1606                  |
| Katallan Yashan       | 1492                  | Ichmael               | 1537                  | Har Gavoa             | 1663                  |
| Kalabria Yachan       | 1497                  | Tcina                 | 1545                  | Mograbis              | Siglo XVII[19]        |
| Sicilia Yashan        | 1497                  | Nevei Tsedek          | 1550                  |                       |                       |
Cada congregación tenía sus propias estructuras administrativas y se encargaba de la recaudación de los impuestos para las autoridades otomanas. Una institución federal, denominada Talmud Torá Hagadol, se creó en 1520 para coordinarlas. Este modelo de organización comunal se basaba en las aljamas del sínodo de Valladolid de 1432, hecho por iniciativa del tesorero del rey Juan II de Castilla, Abraham Benviniste, cuyos descendientes, algunos de ellos, se asentaron en Tesalónica. El órgano de administración estaba regido por un consejo ejecutivo, de entre seis y ocho miembros, elegidos para un período limitado de tiempo (generalmente uno o dos años), que se encargaba de las cuestiones relativas a los impuestos, la educación, el culto y otros asuntos de la incumbencia de la congregación. Cada congregación tenía una sinagoga con una escuela adjunta, un seminario de estudios (yeshivá), una biblioteca, sociedades de caridad y una cofradía funeraria a cargo de los más religiosos, quienes se encargaban de la preparación e inhumación de los muertos. El rabino de cada congregación tenía la capacidad de dictar ordenanzas (taganot) y reglas (ascamot), así como de presidir el tribunal religioso. Así, se generó una jurisprudencia que regía minuciosamente todos los aspectos de la vida pública y privada de sus miembros a través de una asamblea general que delegaba el poder en un «comité ciudadano» (maamad ha-kahal), compuesto por miembros de las familias adineradas. El comité estaba conformado por el rabino, siete «hombres buenos» o miembros laicos, entre ellos un tesorero y un presidente; el tribunal comunal (bethdin) era presidido por el rabino y dos asesores (dayyanim) quienes podían desterrar (herem) a un culpable por un periodo considerable.
La Talmud Torá hagadol proporcionaba educación a los varones jóvenes, con un curso preparatorio para la entrada en las yeshivot. La escuela del Talmud Torá, muy renombrada, acogía a centenares de alumnos. Además de los estudios judaicos, se enseñaban humanidades latinas y árabes, así como medicina, ciencias naturales y astronomía. Las yeshivot de Tesalónica eran frecuentadas por judíos de todo el Imperio Otomano, e incluso de fuera de sus fronteras: se sabe que tuvieron alumnos procedentes tanto de Italia como de Europa del Este. Tras haber terminado sus estudios, ciertos alumnos eran nombrados rabinos de las comunidades judías del Imperio Otomano, de Ámsterdam o de Venecia. El éxito de las instituciones educativas era tal que no había ningún analfabeto entre los judíos de Tesalónica.

#### Actividades económicas

En el, Tesalónica estaba situada en el corazón del Imperio otomano, y la influencia de su comunidad llegaba a todo el mundo judío oriental.

La población sefardí se instaló principalmente en los grandes centros urbanos del Imperio Otomano: Estambul, Tesalónica y, posteriormente, Esmirna. A diferencia de lo que ocurría en otras grandes ciudades del Imperio, en las que los negocios estaban principalmente en manos de cristianos (griegos y armenios), en Tesalónica eran los judíos quienes los controlaban. Su pujanza económica se hizo tan grande que el puerto y los comercios no funcionaban el sábado, el día del descanso semanal (shabat) prescrito por el judaísmo. La actividad económica relacionaba a Tesalónica con el resto del Imperio Otomano, pero también con los estados latinos de Venecia y Génova, así como, naturalmente, con todas las comunidades judías dispersas por el Mediterráneo. Prueba de la gran influencia de los judíos de Tesalónica sobre los negocios de la zona fue el boicot, en 1566, al puerto de Ancona, en los Estados Pontificios, tras el auto de fe de 25 "marranos" ordenado por el Papa Pablo IV.
La peculiaridad de los judíos tesalonicenses residía en que intervenían en todos los sectores económicos y no se limitaban a especializarse en alguno de ellos, como ocurría en los lugares en que estaban en minoría. Había judíos en todos los niveles de la escala social, desde porteadores hasta grandes empresarios. Un dato significativo a este respecto es que Tesalónica contaba con un gran número de pescadores judíos, caso prácticamente único, del que solo puede encontrarse un paralelo en la tierra de Israel.
Pero el principal negocio de los judíos era la artesanía textil, concretamente el hilado de la lana. Cuando llegaron los sefardíes, en la ciudad existía ya una pequeña industria textil, pero la lana que producía era muy basta. Los recién llegados importaron de España, donde esta artesanía había alcanzado un gran desarrollo, técnicas que eran desconocidas en el Imperio Otomano (como el telar mecánico). También tuvieron un importante papel en el desarrollo de esta artesanía los tejedores judíos expulsados de Sicilia. Alrededor de esta industria giraban numerosos oficios: tejedores, tintoreros, prensadores, aprestadores, cardadores y otros obreros especializados. Todos ellos eran principalmente judíos.
Dada la importancia de esta industria, la comunidad tomó muy pronto en relación con ella decisiones que afectaban a todas las congregaciones: así, estaba prohibido bajo pena de excomunión (kherem) exportar la lana y el índigo a lugares que se encontraran a menos de tres días de marcha de la ciudad. Los paños, mantas y tapices de Tesalónica alcanzaron muy pronto una gran notoriedad y se vendían por todo el Imperio, de Estambul a Alejandría pasando por Esmirna, y la industria se difundió por todas las localidades próximas del Golfo de Tesalónica, también llamado Golfo Termaico. Esta actividad llegó incluso a convertirse en un asunto de estado cuando el sultán decidió vestir a las tropas de jenízaros con tejidos de lana de Tesalónica, calientes e impermeables. Se tomaron disposiciones para asegurar el aprovisionamiento. Así, un firman de 1576 obligaba a los criadores de ganado lanar a vender su lana en exclusividad a los artesanos judíos hasta que estos dispusieran de la cantidad suficiente para satisfacer las demandas de la Sublime Puerta. Otras disposiciones reglamentaban estrictamente los tipos de tejidos de lana que debían producirse, las normas de producción y los plazos de entrega. Toneladas de tejidos eran transportadas a Estambul por barco, a lomo de camello o de caballo, y luego solemnemente distribuidas a los jenízaros al acercarse el invierno. Hacia 1578 fue acordado por ambas partes que la provisión de paño serviría para el pago de la tasa de capitación al tesoro estatal, reemplazando al pago en especie, lo que más tarde resultaría ser una decisión nefasta para los judíos.

### Decadencia

#### Decadencia económica
El aumento del número de jenízaros, la inflación y la crisis financiera del estado contribuyeron al aumento progresivo de las demandas de la Sublime Puerta, lo cual, junto a la subida progresiva del precio de la lana en bruto, puso a los judíos en una difícil situación. De 1200 piezas que debían ser entregadas inicialmente, pasaron a exigirse más de 4000 hacia 1620, sin tener en cuenta las difíciles circunstancias que los artesanos debían afrontar. Esto hizo que los judíos de Tesalónica entregasen piezas de peor calidad, en un intento de burlar las normas establecidas para así minimizar sus pérdidas. El rabino Juda Covo, a la cabeza de una delegación de Tesalónica, fue llamado a Estambul para explicar esta disminución de la calidad, y condenado a la horca, lo que causó gran consternación en la comunidad judía de Tesalónica. Como consecuencia, las demandas imperiales se redujeron en parte, y se reorganizó la producción.
Estos sinsabores anunciaban una época sombría para los judíos de Tesalónica. La afluencia de inmigrantes procedentes de la península ibérica fue poco a poco agotándose, ya que estos preferían instalarse, en lugar de en Tesalónica, en ciudades de Europa occidental como Londres, Ámsterdam o Burdeos. Esto tuvo como consecuencia un distanciamiento de los judíos sefardíes otomanos con respecto a Occidente. Dado que a su llegada habían basado en parte su éxito en la introducción de varias tecnologías europeas, incluida la imprenta, fueron haciéndose paulatinamente menos competitivos frente a otros grupos étnico-religiosos. Los médicos y traductores judíos, antes muy reputados, fueron poco a poco suplantados por sus homólogos de otras etnias, principalmente griegos y armenios. En el mundo de los negocios, los cristianos occidentales tomaron la delantera a los judíos, beneficiándose de la protección de las potencias europeas por mediación de las instancias consulares, y Tesalónica perdió su posición de privilegio tras el inicio de la decadencia de Venecia, su socio comercial, y el auge del puerto de Esmirna. Además, los judíos, como el resto de los dhimmis, debieron sufrir las consecuencias de las sucesivas derrotas del Imperio frente a Occidente. La ciudad, estratégicamente situada en las rutas militares, fue sometida en varias ocasiones a las represalias de los jenízaros contra los "infieles". Durante todo el siglo XVII, numerosos judíos de Tesalónica emigraron a Estambul, a Israel y, sobre todo, a Esmirna, cuya actividad económica empezaba por entonces a despuntar. De hecho, la mayoría de los miembros de la comunidad de Esmirna procedían de Tesalónica. La peste y otras epidemias (como el cólera que afectó a Tesalónica a partir de 1823), contribuyeron también a la decadencia de la ciudad y de su comunidad judía.
Los productos occidentales, que comenzaron a llegar masivamente a Oriente a partir de mediados del siglo XIX, fueron un duro golpe para la economía de Tesalónica y especialmente para la pañería judía. Los jenízaros terminaron por preferir los «londrins» provenzales a los paños de Tesalónica, cuya calidad no había cesado de deteriorarse, y revendían a bajo precio los lotes distribuidos por el estado. Esto hizo que el gran visir decidiese que en adelante solo la mitad de la capitación se pagase en paños, exigiendo que la otra mitad se retribuyese con dinero. La producción declinó entonces rápidamente y cesó por completo cuando en 1826 fue abolido el cuerpo de jenízaros.

#### Esclerosis del judaísmo y llegada de Shabtai Tzvi

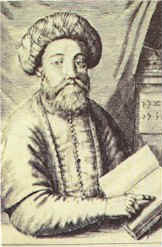
Shabtai Tzvi – Retrato por un testigo ocular, Esmirna, 1666.

El judaísmo tesalonicense se había beneficiado durante mucho tiempo de los sucesivos aportes de ideas y conocimientos traídos por las diferentes oleadas de migración sefardí. Al ir estas decreciendo a lo largo del siglo XVI, el pensamiento judaico se hundió en la rutina, empobreciéndose considerablemente. Seguían frecuentándose las yeshivot, pero la enseñanza que allí se impartía se hizo muy formalista. La edición de obras religiosas prosiguió pero sin renovarse. Un testigo extranjero informa de que «son siempre las sempiternas cuestiones de culto y de jurisprudencia comercial las que absorben su atención y en las que emplean sus estudios y sus investigaciones. Sus obras son, en general, una repetición de los escritos de sus predecesores.»
Desde el siglo XV, se había desarrollado una corriente mesiánica en el mundo sefardí; la redención que marcaba el fin del mundo, en hebreo guéoulah, parecía inminente. Esta idea, que encontró un ambiente propicio en la decadencia económica de Tesalónica, se mantuvo gracias al creciente desarrollo de los estudios cabalísticos basados en el Zohar, que se encontraban en plena expansión en las yeshivot de Tesalónica. Se anunció el fin de los tiempos, sucesivamente, para 1540 y 1548, y luego para 1648 y 1666.
Fue en este contexto en el que hizo acto de presencia un joven rabino procedente de la vecina Esmirna: Shabtai Tzvi. Expulsado de esta ciudad hacia 1651 tras haber proclamado ser el mesías, llegó a Tesalónica, donde muy pronto ganó una extraordinaria reputación de sabio y cabalista. El grueso de sus seguidores eran miembros de la sinagoga Shalom, a menudo antiguos marranos. Tras varios años de prudencia, desencadenó un nuevo escándalo al pronunciar en un banquete solemne celebrado en el patio de la sinagoga Shalom el tetragrammaton, inefable para el judaísmo, y presentarse como el machia'h ben David, es decir, el mesías hijo de David. El consejo rabínico federal lo expulsó de la ciudad, y Shabtai Tzvi partió a predicar su doctrina en otras ciudades del mundo sefardí. Su predicación dividió a la comunidad judía, tanto en Tesalónica como en otras ciudades, y causó tales desórdenes que Shabtai Tzvi fue arrestado y luego llevado a Adrianópolis ante la presencia del sultán. Allí, intimado a demostrar sus poderes sobrenaturales rechazando las flechas con que se le amenazaba, terminó por abjurar de su fe y convertirse al Islam. Este golpe de efecto fue diversamente interpretado por sus adeptos. Algunos vieron una señal y se convirtieron al islam; otros rechazaron su doctrina y retornaron al judaísmo ortodoxo; y hubo quienes, aun permaneciendo externamente fieles al judaísmo, continuaron siguiendo en secreto las enseñanzas de Shabtai Tzvi.
En Tesalónica, 300 familias de entre las más ricas de la ciudad optaron por abrazar el islam en 1685, sin que las autoridades rabínicas pudiesen protestar, ya que la conversión era bien vista por las autoridades otomanas. Desde entonces, los que los turcos llamaron dönme, es decir, "conversos", ellos mismos divididos en tres grupos: los Izmirlis, los Kuniosos y los Yacoubi, constituyeron un nuevo componente del mosaico étnico-religioso de Tesalónica. Aunque habían elegido la conversión, no se mezclaron con los turcos, practicando una estricta endogamia, viviendo en barrios separados, edificando sus propias mezquitas y conservando una liturgia propia en judeoespañol.
 Durante el siglo XIX, participaron en gran medida en la propagación de las ideas modernizadoras. Después, al igual que los turcos, se marcharon a Estambul cuando los griegos se apoderaron de la ciudad.

### Renovación
Los judíos de Tesalónica conocieron a partir de la segunda mitad del siglo XIX un verdadero renacimiento. La regeneración provino de los frankos, es decir, los judíos llegados en aquella época de países católicos, y en particular de los judíos de Livorno, en Italia. La renovación se inscribió en un contexto general de apertura de los Balcanes a la modernidad occidental que llevó al mundo otomano técnicas e ideas nuevas.

#### Industrialización

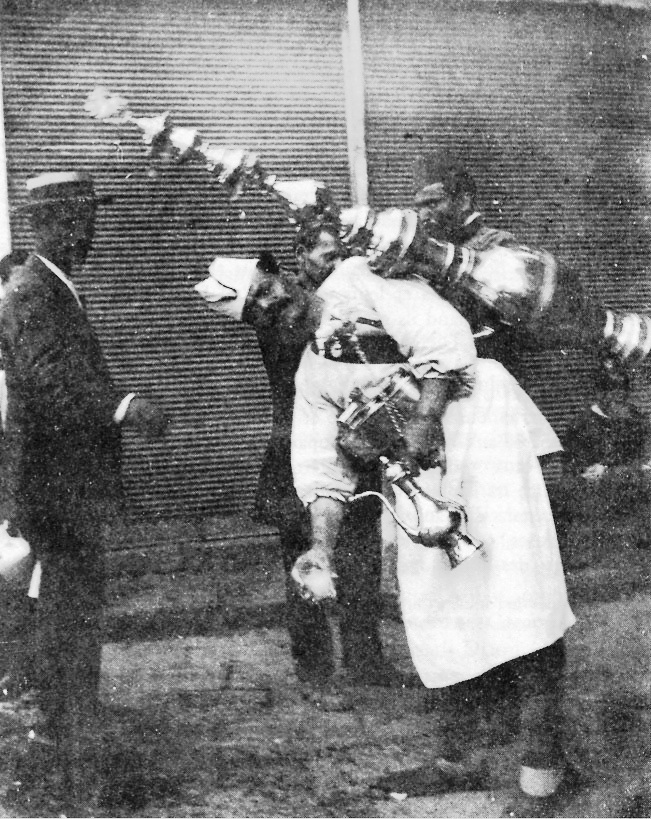
En Tesalónica, los judíos ocupaban toda la escala social, del rico empresario al humilde vendedor de limonada.

Tesalónica conoció a partir de la década de 1880 un importante proceso de industrialización que la convirtió en el pulmón económico del Imperio Otomano en su fase de decadencia. Entre 1880 y 1912, se duplicó el volumen de mercancías que pasaban por su puerto, convertido en el tercero más importante del Imperio Otomano. La ciudad, además, fue comunicada por ferrocarril con Estambul, por un lado, y con Bosnia y Serbia (y, desde esta última, con Viena), por el otro. Los empresarios que estuvieron en el origen de este proceso eran mayoritariamente judíos (caso único en el mundo otomano ya que en el resto de las grandes ciudades la industrialización fue llevada a cabo por otros grupos étnicos-religiosos). Familias como los Modiano y, sobre todo, los Allatini, fueron la punta de lanza del empresariado judío. Pusieron en funcionamiento numerosas fábricas de harina y otros productos de alimentación, y de ladrillos. Un auge especial tuvo la industria tabacalera, coincidiendo con el auge de las plantaciones de tabaco en las regiones cercanas: Tesalónica se convirtió en el principal centro de producción y comercialización de cigarrillos. Varios empresarios apoyaron la introducción de la industria textil, tradicional en la zona, que en el pasado se había llevado a cabo en el seno de un sistema de producción artesanal. Empresarios judíos fueron también los fundadores del Banco de Tesalónica. De los 50 grandes negocios existentes en Tesalónica por aquellos años, 38 pertenecían a judíos.
Esta industrialización tuvo como consecuencia la proletarización de un gran número de tesalonicenses, al margen de su confesión religiosa, con la consiguiente aparición de una importante clase obrera judía, caso insólito en el mundo sefardí, sobre todo en relación con la industria del tabaco. La nueva clase se ha cifrado aproximadamente en unas 10 000 personas. 
Los empresarios contrataban a su mano de obra sin distinción de religión o de etnia, al contrario de lo que se hacía en otros lugares del Imperio Otomano, lo que contribuyó al surgimiento de movimientos obreros no etnicistas aunque influidos por la emergencia de las cuestiones nacionales.

#### Haskalá
La Haskalá, movimiento filosófico judío inspirado en la Ilustración europea, llegó al mundo otomano a finales del siglo XIX, después de haberse propagado entre las comunidades judías de Europa occidental y oriental. Los mismos que llevaron a cabo la renovación económica de Tesalónica se convirtieron en los emisarios de este nuevo movimiento.
El primer campo de acción de estos maskilim y, en primer lugar, del empresario livornés Moïse Allatini, fue la educación. En 1856, con la ayuda de los Rothschild, fundó en los anexos de la escuela talmud Torá (y, por tanto, con el consentimiento de los rabinos, ganados para su causa gracias a sus importantes donaciones para obras de beneficencia), la escuela Lippmann, una institución modelo dirigida por el profesor Lippmann, un rabino progresista de Estrasburgo. Tras cinco años de existencia, el establecimiento cerró sus puertas y Lippmann debió abandonar la ciudad bajo la presión del rabinato, en desacuerdo con sus innovadores métodos educativos. Sin embargo, tuvo tiempo de formar a un buen número de alumnos, que años después tomarían su relevo.
El doctor Allatini instó en 1862 a su cuñado Salomón Fernández a fundar una escuela italiana, gracias a una donación del reino de Italia. Fracasaron varios intentos de implantar la red de escuelas de la Alianza Israelita Universal (Alliance Israélite Universelle), debido a la presión de los rabinos, que no admitían que una escuela judía pudiese estar patrocinada por la embajada francesa. Pero la necesidad de centros educativos era tan acuciante que los partidarios de su implantación tuvieron finalmente éxito en 1874, gracias al mecenazgo de Allatini, convertido en miembro del comité central de la AIU en París. La red educativa de esta institución se extendió rápidamente: en 1912 contaba con nueve escuelas, tanto masculinas como femeninas, que atendían a todos los niveles educativos, desde preescolar hasta secundaria, en tanto que las escuelas rabínicas se encontraban en franca decadencia. Esto trajo como consecuencia una duradera implantación del francés en la comunidad judía de Tesalónica, al igual que en todo el mundo judío oriental. Estas escuelas proporcionaban no sólo formación intelectual, sino también manual, lo que permitió la aparición de una generación al tanto de los cambios del mundo moderno y apta para incorporarse al mercado de trabajo de una sociedad en vías de industrialización.

#### Activismo político y social

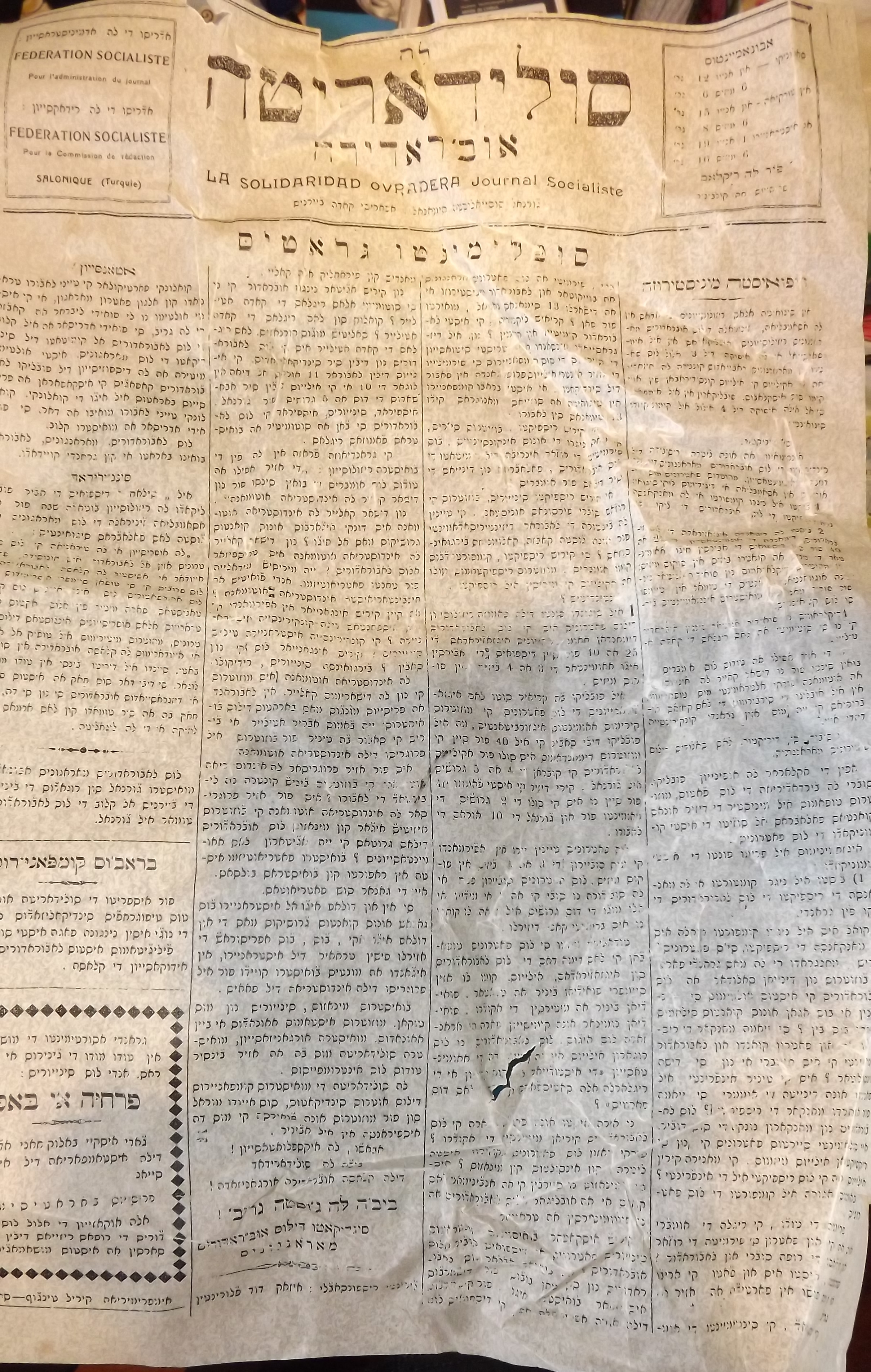
La Solidaridad Ovradera

Para 1904, se tiene registro que existía una gran producción escrita en lengua judeoespañola. Según David Rousso en una carta enviada a Ángel Pulido en 1904 en salónica se publicaban los periódicos El Avenir y La Epoca y además menciona que en Tesalónica al ser la población judía mayor al 60%, tanto los cristianos como los musulmanes «se ven obligados a aprender el español»..
La irrupción de la modernidad se tradujo también en la creciente influencia de nuevas ideas políticas provenientes de la Europa occidental. Los judíos no fueron indiferentes a esta agitación política y tomaron parte activa en ella. En 1908, la revolución de los Jóvenes Turcos, cuyas principales bases estaban en Tesalónica, proclamó la monarquía constitucional, y adoptó como ideología el otomanismo, que proclamaba la igualdad de todos los millets en el seno del Imperio. Algunos judíos de Tesalónica tuvieron un influyente papel en el movimiento de los Jóvenes Turcos, mayoritariamente musulmán, pero fue sobre todo en el campo social en el que los judíos estuvieron más activos. A partir de esta época, un viento de libertad sopló sobre Tesalónica, permitiendo a los movimientos obreros estructurarse y embarcarse en luchas sociales por la mejora de las condiciones de trabajo. Una tentativa de unión de las diferentes nacionalidades en el seno de un solo movimiento obrero tuvo lugar con la formación en 1909 de la Federación Obrera Socialista dirigida por Abraham Benaroya, judío tesalonicense educado en Bulgaria. La Federación, reconocida por la II Internacional, emprendió la publicación de un órgano en cuatro lenguas, el Jurnal del Lavorador (1909-1910), difundido en griego, turco, búlgaro y judeoespañol (más adelante aparecerían otras publicaciones, como Solidaridad ovradera, entre 1911 y 1912, y Avanti, entre 1911 y 1934). Sin embargo, el contexto balcánico, propicio a las escisiones, afectó al movimiento, y después de la partida de la sección búlgara, la Federación quedó prácticamente constituida solo por judíos. Finalmente, en 1918, terminaría por integrarse en el Partido Socialista de los Trabajadores de Grecia, germen del futuro Partido Comunista.
También en aquella época, se extendió el movimiento internacional conocido como sionismo, que propugnaba la instauración de un Israel político. Su auge se inició coincidiendo con las Guerras de los Balcanes (1912-1913), y estaba estrechamente relacionado con el rechazo que suscitó entre la población hebrea la integración de la ciudad en Grecia, así como con el incremento del antisemitismo entre la población helena. En 1919 se fundaron dos asociaciones de importancia: la Federación General de los Sionistas de Grecia; y el grupo Mizrahi, de carácter más religioso y conservador. Ambas asociaciones publicaban periódicos en francés y judeoespañol. El sionismo encontró en Tesalónica la competencia y oposición de la Federación Obrera Socialista, manifiestamente antisionista y, al no tener éxito entre la clase obrera, se volvió hacia los burgueses e intelectuales, menos numerosos, sin embargo.

### Llegada de los griegos, partida de los judíos

#### Tesalónica, ciudad griega

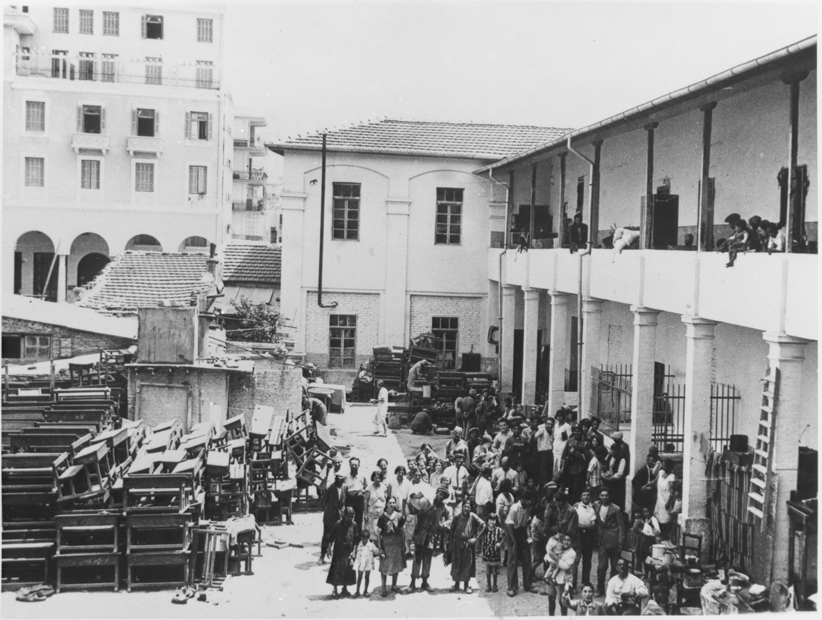
Familias sin alojamiento tras el pogrom de 1931.

En 1912, tras la primera guerra de los Balcanes, los griegos se apoderaron de Tesalónica junto con los búlgaros, y después terminaron por incorporar la ciudad a su territorio. Este cambio de soberanía fue mal recibido por los judíos, que temían les causase perjuicios, inquietud reforzada por las propagandas de Bulgaria, Serbia y el Imperio Austrohúngaro, que deseaban atraer a los judíos a su causa. Ciertos judíos abogaron entonces por la internacionalización de la ciudad bajo la protección de las grandes potencias europeas, pero su propuesta tuvo poco eco, porque los países europeos terminaron por aceptar los hechos consumados. Al finalizar la segunda guerra de los Balcanes en 1913, tras el Tratado de Bucarest, según los judíos, la helenización de la ciudad supondría no solo el declive económico sino también político, manifestándose claramente el antisemistimo.
Josef Cohen, profesor de la escuela de la Alianza Israelita Universal escribía a su superior en París:

Está hecho...y tan pronto como los turcos han abandonado la ciudad el antisemitismo ha alzado su fea cabeza con la entrada de los primeros soldados griegos en la población... Ha habido acusaciones contra los comerciantes judíos que han estado vendiendo agua envenenada a los soldados griegos... El antisemitismo siempre ha sido así, que siempre adopta esta forma que acaba dando lugar a masacre

Los griegos, sin embargo, tomaron ciertas medidas provisionales con el objeto de favorecer la integración de los judíos, como por ejemplo permitirles trabajar los domingos para así poder observar el sabbat. La economía se benefició de la anexión, porque abrió a Tesalónica las puertas del mercado de la Grecia septentrional y de Serbia, con la cual Grecia había establecido una alianza; la instalación de tropas del ejército de Oriente de los Aliados, después del estallido de la Primera Guerra Mundial, tuvo como consecuencia un renacimiento de la actividad económica. El gobierno griego veía con buenos ojos el desarrollo del sionismo y el establecimiento de un hogar en Palestina para el pueblo judío, porque coincidía con su deseo de desmembrar el Imperio Otomano. La ciudad recibió la visita de grandes líderes sionistas, como Ben Gurión, Ben Zvi y Jabotinsky, quienes veían en Tesalónica la ciudad modelo en la que debería inspirarse su futuro estado.
Sin embargo, puede apreciarse una clara diferencia entre la actitud benévola del gobierno y la de la población local. Un testigo, Jean Leune, corresponsal de L'Illustration durante las guerras balcánicas y luego oficial del ejército de Oriente, informa:

Frente a las innumerables tiendas y comercios regentados por judíos, dueños hasta entonces del comercio local, los comerciantes griegos venían a instalarse en las aceras, bloqueando las puertas que era imposible franquear. La nueva policía sonreía... Y los judíos, boicoteados, unos tras otros fueron cerrando sus tiendas.

#### Incendio de 1917 y desarrollo del antisemitismo
El 5 de agosto de 1917 a las 3 p.m. se declaró un incendio en la casa número 3 de la calle Olimpias, cerca de la calle de San Demetrio (Agiou Dimitriou) en el barrio Mevlané. Destruyó todo al este del barrio francés y al sur de San Demetrio hasta llegar al Arco de Galerio y la iglesia de la Nea Panaghia.

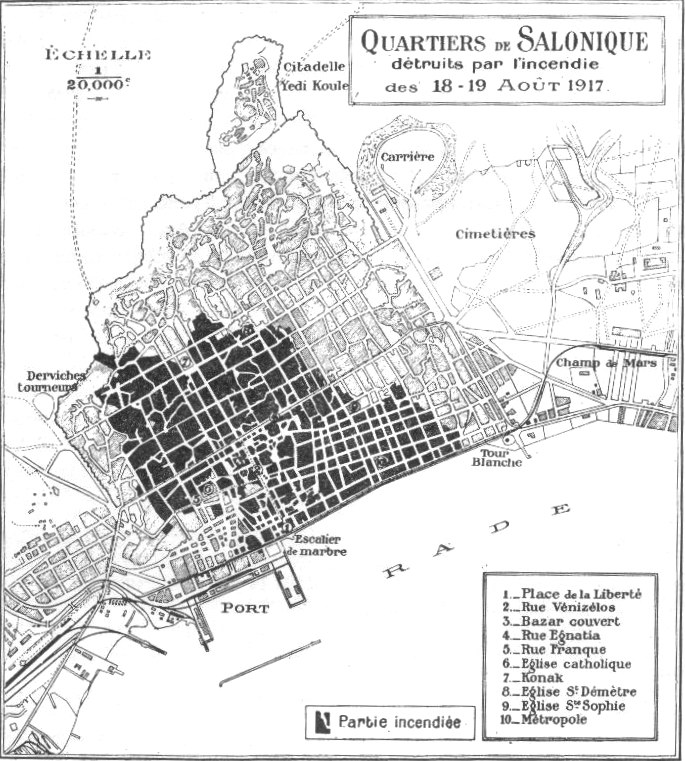
Los barrios de la ciudad baja, mayoritariamente habitados por judíos, fueron gravemente afectados por el incendio de 1917.

El grave incendio de 1917 supuso un punto de inflexión. La comunidad judía, concentrada en la ciudad baja, fue la más afectada por el siniestro; el fuego destruyó la sede del gran rabinato y sus archivos, así como 16 de las 33 sinagogas de la ciudad. Se quedaron sin techo unas 10 000 familias hebreas.
A diferencia de la reconstrucción que se llevó a cabo tras el incendio de 1890, los griegos decidieron aprovechar el suceso para llevar a cabo una remodelación de la ciudad. El primer ministro griego, Eleftherios Venizelos, designó al aqruitecto militar francés, Ernest Hébrard, director del Servicio Arqueológico del Ejército de Oriente con sede en Tesalónica, para concebir y desarrollar con la ayuda de los arquitectos griegos Aristótelis Zachos y Constantinos Kitsikis, así como del arquitecto británico Thomas Hayton Mawson, de su compatriota francés ingeniero civil Joseph Pleyber, del ingeniero civil Angelos Ginis y del alcalde de Tesalónica Constantinos Angelakis, para desarrollar un plan urbanístico moderno para la ciudad, conocido como el Plan Hébrard de Tesalónica. De este modo, expropiaron a todos los habitantes, concediéndoles, sin embargo, un derecho preferente de compra sobre las nuevas viviendas reconstruidas según el nuevo plan. Pero fueron mayoritariamente los griegos los que se instalaron en los nuevos barrios, en tanto que los judíos preferían a menudo trasladarse a la periferia.
Aunque el primer aniversario de la Declaración Balfour se celebró en 1918 en Tesalónica con un fasto sin parangón en Europa, la decadencia había comenzado. La afluencia de decenas de miles de refugiados griegos de Asia Menor y la partida de los turcos y los dönme de Tesalónica tras la «Gran catástrofe» y la posterior firma del Tratado de Lausana, modificaron considerablemente la composición étnica de Tesalónica. Los judíos dejaron de ser la mayoría absoluta y, en vísperas de la Segunda Guerra Mundial, no representaban más del 40% de la población. A esta helenización creciente de Tesalónica iba aparejada una política menos conciliadora hacia los judíos. Así, en 1922 se prohibió trabajar los domingos, lo que imponía de facto a los judíos la obligación de trabajar en sábado. Se prohibieron también los carteles en lenguas extranjeras, y los tribunales rabínicos perdieron su potestad sobre asuntos de derecho patrimonial. Al igual que en otros países de Europa oriental, como Hungría y Rumania, una importante corriente de antisemitismo surgió en Tesalónica en el período de entreguerras, aunque no alcanzó nunca el nivel de violencia de los países mencionados. Se debió sobre todo a la llegada de inmigrantes griegos de Asia Menor, a menudo desprovistos de todo, que entraban en competencia directa con los judíos por el trabajo y la vivienda. El antisemitismo se hizo visible en la prensa a través del periódico Makedonia y de la organización ultranacionalista Ethniki Enosis Ellas (Unión Nacional de Grecia, EEE), ambos próximos al Partido Liberal (en el poder), dirigido por Venizelos. Los judíos eran acusados de no querer integrarse en la nueva nación; la difusión del comunismo y del sionismo entre los hebreos eran observados con la mayor sospecha. El gobierno griego adoptó una actitud ambivalente, practicando una política de apaciguamiento pero rehusando distanciarse claramente de estos dos vectores del antisemitismo. Este fenómeno cristalizó en 1931, año en el que tuvo lugar el pogromo de camp Campbell: un barrio judío fue enteramente incendiado, lo que dejó sin hogar a 500 familias, aunque sólo murió una persona. Varias decenas de tumbas del cementerio judío de Tesalónica fueron profanadas en esa ocasión.

#### Metaxas en el poder
La toma del poder por el dictador de extrema derecha, de tendencia fascistizante, Ioannis Metaxas en 1936, se tradujo paradójicamente en un notable descenso de los actos de violencia antisemita. Metaxas prohibió la organización EEE y las alusiones antisemitas en la prensa, y se mantuvo en buenas relaciones con el gran rabino de Tesalónica, Zvi Koretz. Esto explica el desarrollo a partir de entonces de una fuerte corriente nacionalista entre los judíos de Tesalónica, a pesar de que sólo eran griegos desde 1913. Desde entonces, incluso durante el infierno de los campos de concentración, no cesaron nunca de sentirse miembros de la nación helena.

#### Emigración
Un fenómeno migratorio había comenzado a aparecer desde comienzos del siglo XX, antes de la Primera Guerra Mundial, cuando los otomanos hicieron obligatorio el reclutamiento para todos los súbditos otomanos independientemente de su credo, muchos judíos emigraron a América del Sur, pero fue sobre todo tras la incorporación de Tesalónica a Grecia cuando este fenómeno alcanzó una mayor amplitud. Las malas condiciones económicas, el auge del antisemitismo y, en menor medida, el desarrollo del sionismo, impulsaron a los judíos a emigrar, principalmente a Europa Occidental, a América del Sur y a Palestina. A finales del siglo XIX, se calcula que había en la ciudad unos 80.000 judíos. En el primer censo oficial griego, de 1913, la cifra es de 61.439, sobre un total de 157 889 habitantes de la ciudad. Para 1935 se ha calculado que habría en Tesalónica unos 60.000 judíos, y en vísperas de la Segunda Guerra Mundial, la población judía de la ciudad había decrecido aún más. Algunos autores mencionan un descenso aún más pronunciado: para Régis Darques, la población judía de Tesalónica pasó de 93.000 en época otomana a 43.000 en vísperas de la Segunda Guerra Mundial. Muchos de los emigrantes se dirigieron al continente Americano en busca de paz. Algunos de los emigrantes que dejaron la ciudad tuvieron después un éxito notable: Isaac Carasso, establecido en Barcelona, fundó la empresa Danone; Uno de los Abravanel - Maurice Abravanel se dirigió con su familia a Suiza y luego a los Estados Unidos, donde se convirtió en un célebre director de orquesta, otros de la famosa familia emigraron a América del Sur. Uno de los abuelos del presidente francés Nicolas Sarkozy emigró a Francia en esta época. También el abuelo paterno del escritor Patrick Modiano procedía de Tesalónica. En París, en el período de entreguerras, la población judía de Tesalónica se concentraba en el 9e arrondissement, y su sede social se encontraba en rue La Fayette. En el Mandato británico de Palestina, la familia Recanati fundó uno de los bancos más importantes del actual estado de Israel, el Eretz Yisrael Discount Bank, actualmente Israel Discount Bank.

### Segunda Guerra Mundial

#### Batalla de Grecia
El 28 de octubre de 1940, Italia decidió invadir Grecia tras haber rechazado su ultimátum el dictador griego Ioannis Metaxas. Siguió la Batalla de Grecia. Aunque la nación helena resistió con éxito las primeras ofensivas italianas, hasta marzo de 1941, el 6 de abril fue invadida por Alemania y rápidamente conquistada. Los judíos participaron en las campañas militares. 12.898 de ellos formaron en las filas del ejército griego; 4000 participaron en las campañas de Albania y Macedonia; 513 se enfrentaron a los alemanes. En total, murieron en la guerra 613 judíos, de los que 174 eran de Tesalónica. La Brigada 50 de Macedonia era llamada «batallón Cohen» a causa del gran número de judíos que formaban en sus filas. Tras la derrota griega, muchos soldados judíos sufrieron la congelación de sus extremidades inferiores al regresar a pie a sus hogares.

#### Ocupación

Reparto de Grecia entre alemanes, italianos y búlgaros. La zona de ocupación alemana aparece de color rojo, la italiana en azul y la búlgara en verde. Tesalónica quedó bajo ocupación alemana.

Grecia quedó dividida en varias zonas de ocupación. El norte —y, por lo tanto, la ciudad de Tesalónica— quedó bajo ocupación alemana, en tanto que el sur del país caía en manos de los italianos, quienes, durante su período de ocupación (hasta septiembre de 1943) no pusieron en práctica la política antijudía. La mayor parte de la población judía de Grecia se encontraba en la zona alemana; en Tesalónica habitaban por entonces 56.000 judíos.
En la ciudad, donde los alemanes entraron el 9 de abril de 1941, las medidas antisemitas fueron aplicándose de forma progresiva. El oficial alemán Max Merten, encargado de la administración de la ciudad, repetía continuamente que las leyes de Núremberg no se aplicarían en Tesalónica. La prensa judía fue inmediatamente prohibida, lo que supuso el cierre de los diarios francófonos L'Indépendant y Le Progrés, y del periódico en judeoespañol El mensajero, al tiempo que hacían su aparición dos diarios griegos pronazis, Nea Evropi y Apoyevmanti, que pronto comenzaron a publicar soflamas antisemitas. Casas y edificios comunitarios fueron requisados por los ocupantes, entre ellos el hospital construido gracias a las subvenciones del barón Hirtsch. A finales del mes de abril aparecieron carteles que prohibían a los judíos la entrada en los cafés, y después se les expulsó de sus emisoras de radio. El gran rabino de Tesalónica, Zvi Koretz, fue arrestado por la Gestapo el 17 de mayo de 1941 y enviado a un campo de concentración en las cercanías de Viena, de donde regresaría en enero de 1942 para volver a su posición de rabino. En junio, enviados del Einsatzstab ("estado mayor especial") Rosenberg llegaron al lugar y saquearon los archivos judíos, enviando toneladas de documentos de la comunidad al Instituto nazi de investigaciones judías (Institut für Judenforschung) con sede en Fráncfort. Todos esos documentos se perderían para siempre. Por otro lado, los judíos sufrieron, como el resto de sus conciudadanos, una terrible hambruna, ya que el régimen nazi no concedía ninguna importancia a la economía griega. Se ha calculado que durante el invierno de 1941-1942 murieron de hambre unos 600 judíos de Tesalónica.
Durante un año no se tomó ninguna otra medida antisemita, lo que dio momentáneamente a los judíos una falsa sensación de seguridad. Sin embargo, el 11 de julio de 1942, coincidiendo con el sabbat, un comunicado publicado en el diario Apoyevmatini ordenó a todos los varones judíos de entre 18 y 45 años reunirse en la Plaza de la Libertad (Plateia Eleftherias), en el centro de Tesalónica. Se reunieron allí unos nueve mil hombres. Durante toda la tarde se les obligó a realizar ejercicios físicos humillantes a punta de pistola. Cuatro mil de ellos fueron enviados a realizar trabajos de obras públicas para la empresa alemana Müller en las carreteras que enlazaban Tesalónica con Kateríni y Larissa, donde hacía estragos el paludismo. En menos de diez semanas, el 12% de ellos fallecieron a causa del agotamiento y la enfermedad. La comunidad de Tesalónica, con la ayuda de la de Atenas, logró reunir 2000 millones de dracmas de la enorme suma de 3500 millones que habían exigido los alemanes para repatriar a los trabajadores forzados. Los alemanes aceptaron liberarlos, pero, en contrapartida, exigieron a instancias de las autoridades griegas el abandono del Cementerio judío de Tesalónica, que albergaba entre 300.000 y 500.000 tumbas; por su forma y ubicación, este cementerio siempre había supuesto un obstáculo para el crecimiento urbano de Tesalónica. Los judíos iniciaron el traslado de las tumbas a los terrenos que se les habían asignado en la periferia, pero las autoridades municipales, pretextando que los trabajos se llevaban a cabo con excesiva lentitud, decidieron ocuparse directamente de la tarea. 500 obreros griegos pagados por las autoridades municipales comenzaron a destruir las tumbas. El cementerio quedó transformado en una enorme cantera en la que griegos y alemanes se proveían de losas sepulcrales, que utilizaban como material de construcción. En este lugar se alza actualmente, entre otros edificios, la Universidad Aristóteles de Tesalónica.
Se calcula que entre los comienzos de la ocupación y el final de las deportaciones, entre 3000 y 5000 judíos consiguieron escapar de Tesalónica, obteniendo un refugio provisional en la zona italiana de Grecia. Entre ellos, 800 tenían nacionalidad italiana y fueron protegidos durante el período de ocupación por las autoridades consulares de aquel país. 800 judíos se unieron al maquis en las montañas de Macedonia, en el ELAS (Ejército Popular de Liberación Nacional), de ideología comunista. La oposición monárquica de derechas, por su parte, no acogió prácticamente a ningún judío.

#### La destrucción de los judíos de Tesalónica[60]

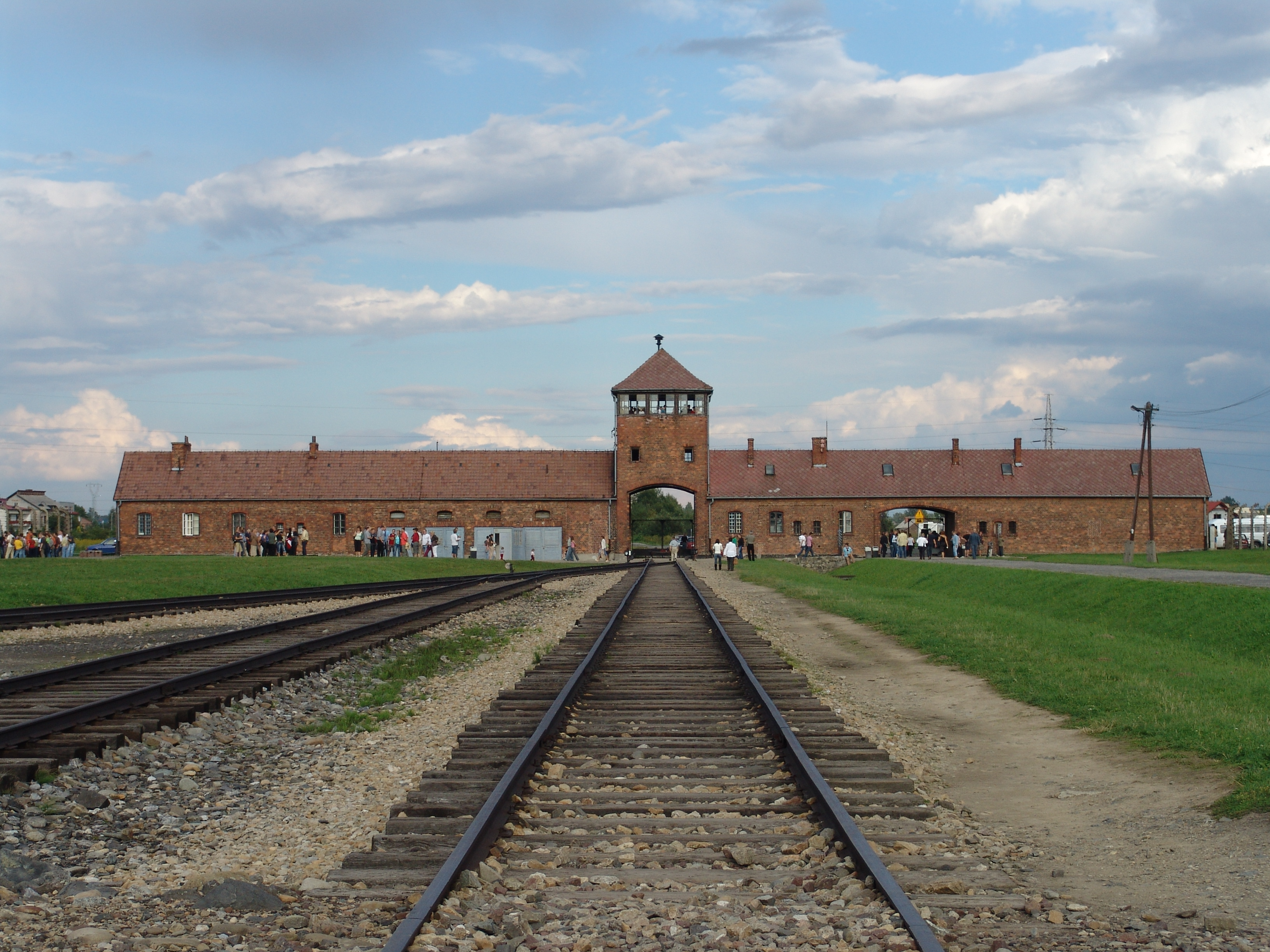
Entrada de Auschwitz II - Birkenau, vista desde el interior del campo.

Más de 48.000 sefardíes de Tesalónica fueron enviados a los campos de concentración nazis. Cerca del 98% de los habitantes judíos de la ciudad murieron durante la guerra. Únicamente los judíos de Polonia sufrieron una mortalidad tan elevada.

##### Deportación
Para llevar a cabo esta operación, las autoridades nazis se la encargaron a dos especialistas en la materia, Alois Brunner y Dieter Wisliceny, estrechos colaboradores de Adolf Eichmann, quienes llegaron a Tesalónica el 6 de febrero de 1943. De inmediato, ordenaron aplicar en todo su rigor las leyes de Núremberg, imponiendo a los judíos la obligación de llevar en lugar visible la estrella amarilla y restrigiéndoles drásticamente su libertad de circulación. En febrero, los judíos fueron confinados en tres guetos (Kalamaria, Singrou y Vardar/Agia Paraskevi), y más tarde recluidos en un campo transitorio situado en el barrio del barón Hirsch, en las cercanías de la estación de ferrocarril. Allí los esperaban los trenes de la muerte. Para llevar a cabo su misión, los SS se auxiliaron de una policía judía creada para la ocasión, dirigida por Vital Hasson, que se entregó con sus hombres a numerosas exacciones contra el resto de los judíos.
El 15 de marzo partió el primer convoy, y llegó a Auschwitz-Birkenau el día 20. Transportaba 2800 personas, de las que 2191 fueron gaseadas inmediatamente después de su llegada, y el resto (417 hombres y 192 mujeres), conducidas a los campos de trabajo.
Numerosos griegos, tanto juristas como líderes espirituales (incluido el arzobispo ortodoxo de Atenas, Papandreou Damaskinos), protestaron ante las autoridades griegas por causa de las deportaciones. El gobierno colaboracionista hizo tímidos intentos de mediar ante los alemanes, que no dieron ningún resultado. Los esfuerzos del gran rabino Koretz, que presidía el Judenrat (en alemán, "Consejo Judío") de la ciudad desde su puesta en libertad por los ocupantes en septiembre de 1942, por obtener la liberación de al menos algunos de los deportados, tampoco fueron coronados por el éxito. De hecho, Koretz sería arrestado en agosto, y deportado él mismo a Bergen-Belsen, poco después de su entrevista con el primer ministro títere, Ioannis Rallis. Más resultados obtuvieron las gestiones de las autoridades consulares de España e Italia para salvar a los judíos de sus respectivas nacionalidades. En 1943 había en Tesalónica 511 judíos de nacionalidad española, resultado de la política de concordia del gobierno español hacia la comunidad sefardí durante los años veinte. Gracias a los esfuerzos del cónsul español en Atenas, Sebastián Romero Radigales, 150 de ellos pudieron refugiarse en la zona de ocupación italiana. También el cónsul italiano, Guelfo Zamboni, tuvo éxito en sus gestiones, y logró que unas 750 personas se trasladaran al sur de Grecia.
Los trenes de la muerte continuaron saliendo de Tesalónica a lo largo de la primavera y el verano de 1943. La población judía de la ciudad era tan numerosa que la deportación se prolongó por espacio de varios meses. El punto principal de destino fue el campo de Auschwitz-Birkenau, hacia el que partieron un total de dieciocho convoyes. La cifra total de deportados a este campo desde Tesalónica, según un reciente informe, fue de 48.233: el último de los trenes llegó a su destino el 18 de agosto. La mayoría de los convoyes transportaban entre 2000 y 3000 personas. En el decimosexto, que partió de Tesalónica el 8 de mayo y llegó a Auschwitz-Birkenau el día 16, fueron trasladados 4500 judíos: además de tesalonicenses, había también 960 judíos de Demótica, 32 de Sofulu, y 160 de Orestiás.
En agosto partió también un tren con destino al campo de concentración de Bergen-Belsen, en el que viajaban el gran rabino Tzvi Koretz y otros notables de la ciudad, que permanecieron internados en el campo bajo condiciones relativamente benignas. En este mismo convoy se hallaban 367 judíos que, protegidos por su nacionalidad española, y gracias a las gestiones del cónsul español, conocieron un destino singular: de Bergen-Belsen fueron trasladados a Barcelona, luego a Marruecos, y algunos lograron finalmente trasladarse al Mandato británico de Palestina.
A continuación se muestra la lista de convoyes que llegaron a Auschwitz-Birkenau procedentes de Tesalónica (excepto el último de ellos, con destino Bergen-Belsen), entre el 20 de marzo y el 18 de agosto de 1943, según cifras basadas en la documentación alemana del campo:
| Orden | Fecha de llegada | Número de deportados | Orden | Fecha de llegada           | Número de deportados |
| ----- | ---------------- | -------------------- | ----- | -------------------------- | -------------------- |
| 1º    | 20/3/1943        | 2800                 | 11º   | 22/4/1943                  | 2800                 |
| 2º    | 23/3/1943        | 2800                 | 12º   | 26/4/1943                  | 2400                 |
| 3º    | 25/3/1943        | 1901                 | 13º   | 28/4/1943                  | 3070                 |
| 4º    | 30/3/1943        | 2501                 | 14º   | 4/5/1943 7/5/1943          | 2930 1000            |
| 5º    | 3/4/1943         | 2800                 | 15º   | 8/5/1943                   | 2500                 |
| 6º    | 9/4/1943         | 2500                 | 16º   | 16/5/1943                  | 4500                 |
| 7º    | 10/4/1943        | 2750                 | 17º   | 8/6/1943                   | 880                  |
| 8º    | 13/4/1943        | 2800                 | 18º   | 18/8/1943                  | 1800                 |
| 9º    | 17/4/1943        | 3000                 | 19º   | 2/8/1943 (fecha de salida) | 441                  |
| 10º   | 19/4/1943        | 2501                 |       |                            |                      |

##### Factores explicativos de la eficacia de las deportaciones
Se han aducido varias razones para explicar esta hecatombe, que contrasta fuertemente con lo ocurrido en Atenas, donde una gran parte de los judíos logró escapar a la muerte. Por una parte, la actitud del Judenrat, y, sobre todo, de su principal dirigente, el gran rabino de Tesalónica Zvi Koretz, ha sido muy criticada. Se le ha reprochado que aplicase dócilmente las directivas nazis, despreciando los temores de los judíos en lo concerniente a su traslado a Polonia, cuando él, de nacionalidad austriaca y, por tanto, de lengua materna alemana, estaba supuestamente bien informado de lo que iba a ocurrir. Incluso corrieron rumores que lo acusaban de haber colaborado conscientemente con los ocupantes. Un reciente estudio tiende sin embargo a relativizar su papel en las deportaciones.
Otro factor fue la solidaridad de que dieron prueba las familias que rehusaban separarse ante las deportaciones; su voluntad de hacer frente conjuntamente a las adversidades no facilitó las iniciativas individuales. Se ha destacado también que a los judíos les era difícil esconderse a causa de su desconocimiento de la lengua griega, que les había sido impuesta en fecha relativamente reciente (en 1913, cuando Tesalónica se incorporó a Grecia). Además, el gran tamaño de la comunidad limitaba sus posibilidades de confundirse con la población griega ortodoxa, como ocurrió en Atenas. Existía además un latente antisemitismo en una parte de la población griega, especialmente entre quienes había debido huir de Asia Menor tras el intercambio de poblaciones entre Grecia y Turquía. Llegados en masa a Tesalónica, estos inmigrantes se habían visto excluidos del sistema económico, y algunos veían con recelo y hostilidad a la población judía, a menudo más rica, que relacionaban con el antiguo poder otomano. Sin embargo, el Yad Vashem ha distinguido a 265 griegos como justos entre las naciones, la misma proporción que entre la población francesa.

##### En los campos
En Auschwitz-Birkenau, unos 37.000 tesalonicenses, es decir, alrededor de un 77% de los deportados, fueron gaseados nada más llegar, sobre todo mujeres, niños y personas de edad. Cerca de un 25% de los experimentos con judíos tuvieron como víctimas a judíos griegos, especialmente de Tesalónica. Estos experimentos incluían atrocidades tales como la castración de los hombres y la implantación de cáncer cervical a las mujeres. La mayor parte de los gemelos perecieron víctimas de crímenes atroces. El resto de los judíos de Tesalónica fueron obligados a trabajar en los campos. Durante los años 1943-1944 representaban una parte importante de la mano de obra de Auschwitz-Birkenau: eran alrededor de 11 000 personas. A causa de su desconocimiento del yidis, gran número de ellos fueron enviados a limpiar los escombros del Gueto de Varsovia en agosto de 1943 para construir allí un campo de concentración. Entre los 1000 tesalonicenses que fueron empleados en esta labor, unos veinte lograron escapar del gueto por las alcantarillas y unirse al grupo polaco comunista de resistencia Armia Ludowa.
Numerosos judíos de Tesalónica fueron también integrados en los Sonderkommandos. El 7 de octubre de 1944, llevaron a cabo un levantamiento planeado de antemano, tomando por asalto los hornos crematorios y matando a una veintena de guardias. Se lanzó una bomba en el horno crematorio III, que destruyó el edificio. Antes de ser masacrados por los alemanes, los insurgentes entonaron un canto de los partisanos griegos y el himno nacional griego.
En su libro Si esto es un hombre, una de las obras más célebres de la literatura de la Shoah, el escritor italiano Primo Levi evoca en una breve descripción al grupo de "algunos supervivientes de la colonia judía de Tesalónica", estos «griegos, inmóviles y silenciosos como esfinges, agazapados detrás de las escudillas de potaje denso». Estos últimos miembros de la comunidad todavía vivos en 1944 causaron una fuerte impresión al autor. Anota que, pese a su escaso número, «han aportado una contribución de primer orden a la fisonomía del campo y a la jerga internacional que por él circula». Según él, su capacidad de sobrevivir en los campos se explica en parte por el hecho de que constituyen en el campo «el grupo nacional más coherente y, desde ese punto de vista, el más evolucionado». Erika Perahia Zemour, directora del Museo de la Presencia judía de Tesalónica, comenta, en relación con estas palabras, que este sentimiento patriótico descrito por un observador externo es también perceptible en los relatos de los deportados de Tesalónica y tiene sus orígenes en la política filosemita de Metaxas en los años de preguerra.

### La posguerra
Al final de la Segunda Guerra Mundial, estalló en Grecia una violenta guerra civil, que duraría hasta 1949, y que enfrentó a las fuerzas del gobierno de Atenas, apoyado por los británicos, con la poderosa resistencia comunista, el ELAS (Ejército Nacional de Liberación Popular). Algunos judíos de Tesalónica que habían escapado a la deportación tomaron parte en esta guerra, tanto en las fuerzas gubernamentales como en el bando contrario. Entre los que combatieron en las filas del ELAS, muchos fueron víctimas, como otros partisanos, de la represión que se abatió sobre el país cuando el gobierno recuperó el control de la situación.
De aquellos que lograron sobrevivir a los campos, algunos eligieron no regresar a Grecia y emigraron a Europa occidental, a América o al Mandato británico de Palestina. Otros escogieron el regreso. Todos ellos debieron afrontar numerosas dificultades para sobrevivir y llevar a buen término sus proyectos, ya que la Europa de la inmediata posguerra se encontraba en un estado caótico. Fueron además discriminados por algunos supervivientes askenazíes que ponían en duda su condición de judíos.
El regreso a Salónica constituyó también un terrible golpe para los supervivientes. Los que regresaban de los campos descubrían con frecuencia con que habían perdido a toda su familia, y encontraban sus casas ocupadas por familias griegas que se las habían comprado a los alemanes. Al principio tuvieron que alojarse en las sinagogas. Se organizó un comité judío (Komite Djudio) para hacer el recuento de los supervivientes, y se obtuvo del Banco de Grecia la lista de las 1800 viviendas vendidas a los griegos. Estos se mostraron muy reticentes a devolver sus bienes a los judíos, argumentando que habían pagado por las casas y que ellos también habían sufrido a causa de la guerra. Al término de la Segunda Guerra Mundial, el ELAS, que controlaba la ciudad, favoreció la devolución de sus bienes a los judíos, pero, cuatro meses más tarde, cuando el gobierno de Atenas, apoyado por los británicos, se apoderó de Tesalónica, se paralizaron las restituciones. Por una parte, el gobierno, compuesto de venizelistas, debía hacer frente a un grave problema de vivienda debido a la afluencia de refugiados provocada por la guerra; por otra, a instancias de antiguos colaboracionistas, enriquecidos durante la guerra y en una posición influyente, y en el afán de combatir el comunismo, fue aproximándose a posiciones relativamente cercanas a las de los antiguos simpatizantes del régimen hitleriano. La Agencia Judía, enviada a la ciudad, denunció el antisemitismo imperante, y preconizó la Aliyá, es decir, la emigración a Israel. Poco a poco, se puso en marcha una ayuda internacional para socorrer a los judíos de Salónica gracias al Congreso Judío Mundial. Algunos judíos que habían sido salvados de la deportación por los griegos decidieron convertirse al cristianismo ortodoxo. Ciertos supervivientes de los campos, que a menudo se encontraban aislados, tomaron la misma decisión. Hubo también numerosos matrimonios relámpago en la inmediata posguerra, ya que los supervivientes deseaban volver a formar una familia. Un superviviente declara lo siguiente: 

Torni a un Saloniko destruido. Esperava topar a mi ermano adoptado ma de rumores entendi ke el murio de malaria en Lublin. Ya savia ke mis djenitores fueron kemados en sus primeros dias en el kampo de eksterminasion de Aushwitz. Estava solo. Los otros prizonieros ke estavan kon mi no tenian mas a dinguno. En akeyos dias me ati a una djovena ke avia konosido en Bruxelles. No mos despartimos el uno del otro. Los dos eramos reskapados de los kampos. Despues de kurto tiempo mos kazimos, dos refujiados ke no tenian nada, no avia mizmo un rabino para ke mos de la bindision. El direktor de una de las eskolas djudias sirvio de rabino i mos kazo i ansina empesi en una mueva vida.

En el censo de 1951, sólo figuraban 1783 supervivientes. La comunidad no era más que la sombra de sí misma.
La erección de un monumento alusivo a la deportación de los judíos tardó mucho en llegar. Sólo en 1997 las autoridades municipales decidieron levantar un memorial, pero en la periferia de la ciudad, y no en el centro, como se había propuesto. Fue inaugurado por el presidente de la República, Konstantinos Stefanopoulos, el 23 de noviembre de 1997. Se encuentra en la intersección de las calles Alexandrou Papanastasiou y Nea Egnatia, y es una representación del menorah rodeado de una malla formada por cuerpos humanos. Las sucesivas administraciones de la Universidad Aristóteles de Tesalónica han rechazado siempre erigir en el recinto de la institución ningún tipo de monumento conmemorativo que recuerde la existencia del antiguo cementerio judío bajo los cimientos de la universidad, a pesar de las repetidas protestas de numerosos profesores. En 1998, el rey Juan Carlos I de España visitó Tesalónica y rindió homenaje a los judíos sefardíes. Esta visita se realizó años después de que el monarca visitase la sinagoga de Madrid, en 1992, en la que criticó el decreto de expulsión de los judíos, con motivo de su quinto centenario.
En la actualidad viven en Tesalónica unos 1300 judíos, lo que hace de su comunidad la segunda de Grecia, después de la de Atenas.

## Cultura

### Lengua
Lo habitual era que los inmigrantes judíos aprendiesen y utilizasen la lengua de su país de adopción, pero no ocurrió esto en el caso de los sefardíes del Imperio Otomano que, llegados en masa, conservaron el idioma de sus antepasados. Los judíos de Tesalónica trajeron su lengua de aquella España de finales del siglo XV, el judeoespañol (djudezmo), es decir, el español del siglo XV, que evolucionó de manera autónoma y que utilizaban en su vida cotidiana. Oraban y estudiaban en hebreo y arameo, y utilizaban como todas las otras comunidades sefardíes lo que Haïm Vidal Séphiha llama el judeoespañol calco, que consistía en la traducción de textos hebreos al judeoespañol respetando el orden de las palabras y la sintaxis hebrea. Estas dos lenguas, djudezmo y ladino, se escribían en caracteres hebreos, aunque para el judeoespañol se utilizaron también caracteres latinos. Aparte de estas dos lenguas que habían traído en su exilio, los judíos de Tesalónica hablaban ocasionalmente el turco otomano, la lengua del Imperio, escrita en caracteres arábigos. La haskalá, propagada por los judíos "frankos" permitió una amplia difusión del francés, enseñado en las escuelas de la Alianza Israelita Universal, y, en menor medida, del italiano. Tras la incorporación de Tesalónica a Grecia, en 1912, el griego moderno se impuso en la escuela y fue aprendido por tanto por varias generaciones de judíos de la ciudad. En nuestros días, es esta la lengua principal de los judíos que todavía residen en Tesalónica.
El djudezmo de Tesalónica, a causa de la presencia en la comunidad de muchos judíos italianos, se caracterizaba por su elevado número de italianismos léxicos y por la influencia del italiano en sus sintaxis. Posteriormente se hizo sentir en él fuertemente la influencia del francés, hasta el punto de que Séphiha habla de «judéo-fragnol».

### Literatura

#### ElsigloXVI
Al igual que ocurrió en otras ciudades de la Diáspora sefardí en el Imperio Otomano, como Estambul y Adrianópolis, durante el siglo XVI Tesalónica se convirtió en un importante centro de la cultura judía.
Los sefardíes fueron los introductores de la imprenta en el Imperio Otomano, anticipándose al menos en 100 años a las primeras imprentas griegas y en unos 230 a las turcas. Después de Estambul (en 1493/94), Tesalónica fue la segunda ciudad otomana en contar con una imprenta en caracteres hebraicos, desde aproximadamente 1510. Don Judah Gedaliah imprimió en los primeros años del siglo cerca de 30 obras, principalmente Biblias. Moses Soncino, miembro de una ilustre familia de impresores judíos italianos, produjo al menos tres obras en la ciudad entre 1526 y 1527. En los primeros tiempos, la mayor parte de la producción literaria de los sefardíes de Tesalónica se escribía e imprimía en hebreo. La razón principal parece ser que se concedía escaso valor a la literatura en judeoespañol, considerado el idioma popular en tanto que el hebreo era la principal lengua religiosa y de cultura. Hasta 1564 no apareció la primera obra impresa en judeoespañol (en caracteres hebreos): el Regimiento de vida ("Regla de vida") de Moshé Almosnino, una obra original de ética religiosa. La mayor parte de los libros publicados en judeoespañol no eran, sin embargo, obras originales, sino traducciones de la Biblia o de ritos judaicos, escritos en el llamado "judeoespañol calco" o "ladino", que respetaba escrupulosamente la sintaxis hebrea.
Tesalónica fue también un importante centro del estudio de la Cábala y de la Halajá, o ley judía, con figuras tan relevantes como Samuel de Medina (1506-1589).

#### Renacimiento de la literatura sefardí
Hasta el siglo XVIII, todos los libros que se publicaban estaban relacionados con la religión. Sólo comenzaron a abordarse otros temas entrado el siglo XIX, gracias a la difusión de las ideas de la Haskalá, coincidiendo con el proceso de modernización que vivía la ciudad. A partir de 1870/1880, alcanzó una gran importancia el periodismo, principalmente en judeoespañol, pero también, a causa de la influencia de las escuelas de la Alianza Israelita Universal, en francés. Algunos de los más importantes periódicos de Tesalónica fueron La Época (fundado en 1875) y El Avenir (en 1898). La prensa fue también un eficaz medio de difusión de las nuevas ideologías: el sionismo, a través de diarios como El Macabeo o La Renacencia judía; y el socialismo, gracias a publicaciones como El Pueblo, La Solidaridad Obradera o La Voz del Pueblo. No faltaron tampoco los periódicos satíricos, como El Kirbach ("El Látigo"), El Chaketón ("La Bofetada") y Charló. En 1929, la comunidad de Tesalónica contaba con catorce periódicos, de los cuales 7 eran diarios (cuatro en judeoespañol y tres en francés), y cada uno de ellos tenía entre 1000 y 2000 lectores.
Gracias al desarrollo del periodismo, cobró también importancia la novela ("romanso", en judeoespañol). Los romansos se publicaban tanto por entregas en las páginas de los periódicos, como de forma independiente, en colecciones populares auspiciadas por los mismos diarios. La mayoría de estas novelas eran traducciones, adaptaciones o refundiciones de obras en otras lenguas, fundamentalmente en hebreo y en francés, aunque también se escribieron obras originales.
Entre los poetas sefardíes de Tesalónica de comienzos del siglo XX sobresale Selomo Salem, autor de un libro bilingüe (judeoespañol/francés), La Gavilla/La Gerbe (1900), que da testimonio de la gran influencia del francés en la cultura sefardí de la época (significativamente, Salem tradujo también al judeoespañol las fábulas de La Fontaine). El teatro en judeoespañol alcanzó también cierta importancia en los años iniciales del siglo XX, con obras que van del costumbrismo a los temas bíblicos, y fue utilizado como un eficaz medio de propaganda por los grupos sionistas y socialistas.
Como puede suponerse, este nuevo despertar de la literatura sefardí de Tesalónica cesó abruptamente tras el casi total exterminio de la comunidad durante la Segunda Guerra Mundial.

#### Literatura de tradición oral
Mención aparte merece la riquísima literatura de transmisión oral de Tesalónica. Como en otros lugares del mundo sefardí, los romances se cantaban en muchas circunstancias de la vida, tanto para acompañar las tareas cotidianas como para solemnizar momentos festivos, como la boda o la circuncisión. En judeoespañol eran denominados romansas (no confundir con las novelas o romansos), aunque esta etiqueta se extendía también a otros poemas que no tenían por qué ajustarse al esquema métrico del romance. Otro género de la poesía tradicional era el de las canticas (canciones líricas, generalmente de tema amoroso). Al igual que en otros centros de la cultura sefardí en el Mediterráneo, el patrimonio oral de Salónica es también muy rico en refranes y cuentos populares.

### Gastronomía
El sociólogo Edgar Morin considera que el núcleo de toda cultura está constituido por su gastronomía, y precisa que esto es aplicable muy especialmente a los judíos de Tesalónica, la comunidad de la que él mismo procede.
La gastronomía de los judíos de Tesalónica era una variante de la gastronomía sefardí, que a su vez se integra en el conjunto de la gastronomía mediterránea. Estaba influida por las reglas judías sobre alimentación, el cashrut, que prohíben, entre otras cosas, el consumo de carne de cerdo, la mezcla de carne y productos lácteos y por la necesidad de preparar platos específicos para las fiestas religiosas. Una influencia determinante es la de la cocina ibérica. El pescado, abundante en esta villa portuaria, era consumido en grandes cantidades y de todas las formas: frito, al horno (al orno), marinado, o estofado (abafado), y se acompañaba a menudo de salsas muy sofisticadas. Considerado un símbolo de fertilidad, el pescado se empleaba en los ritos matrimoniales: en el último día de las ceremonias nupciales, llamado dia del peche («día del pescado») se hacía saltar a la desposada sobre un gran plato de pescado que a continuación era consumido por los invitados. Las legumbres se utilizaban en todos los platos, muy especialmente la cebolla; el ajo era, en cambio, poco frecuente, y por ello la sinagoga de los askenazíes, que eran grandes consumidores de este producto, era llamada el kal del ajo ("la sinagoga del ajo"). El yogur, fundamental en la dieta de los habitantes de los Balcanes y de Anatolia, era muy apreciado, al igual que la crema de leche. Para el sabbat, se preparaba el hamin, variante sefardí del cholent askenazí y de la adafina norteafricana. Se trataba de un ragoût de carne acompañado de legumbres secas (trigo, garbanzos, judías blancas) que se dejaba cocer a fuego lento para la comida de mediodía del sábado. Antes de Pésaj, las amas de casa guardaban en un arca cerrada bombones, higos, dátiles rellenos de almendras, mazapanes y del plato más apreciado, la chape blanche ("confitura blanca"), hecha de azúcar, agua y limón. El vino estaba reservado sólo para los rituales religiosos, pero los sefardíes, como sus vecinos griegos y musulmanes, eran grandes consumidores de raki. Eran también aficionados a bebidas azucaradas a base de sirope de ciruelas, de guindas o de albaricoques, que bebían al final de las grandes comidas de los días festivos.

## Anexos